# El Crucero de Jacales
El Crucero de Jacales är en ort i Mexiko.   Den ligger i kommunen Huayacocotla och delstaten Veracruz, i den sydöstra delen av landet, 130 km nordost om huvudstaden Mexico City. El Crucero de Jacales ligger 2 579 meter över havet och antalet invånare är 251.
Terrängen runt El Crucero de Jacales är kuperad åt sydväst, men åt nordost är den bergig. El Crucero de Jacales ligger uppe på en höjd. Runt El Crucero de Jacales är det ganska glesbefolkat, med 43 invånare per kvadratkilometer. Närmaste större samhälle är Carbonero Jacales, 1,4 km väster om El Crucero de Jacales. I omgivningarna runt El Crucero de Jacales växer huvudsakligen savannskog.